# 史蒂芬·史傳奇 (漫威電影宇宙)
史蒂芬·史傳奇（英語：Stephen Strange），是漫威電影宇宙（MCU）系列電影中的虛構角色，改編自傑克·科比和史丹·李創作的漫畫角色奇異博士，由班奈狄克·康柏拜區飾演。
史傳奇最初是一名才華橫溢但傲慢自大的世界頂尖神經外科醫生，但經歷了一場影響職業生涯的車禍，在尋求恢復雙手的過程中，他發現了來自卡瑪泰姬的魔法並成為秘法大師，保護地球免受各種威脅。其後，他與復仇者聯盟和星際異攻隊結盟以對抗薩諾斯。後來，他向薩諾斯獻上時間寶石換取東尼·史塔克／鋼鐵人的性命，聲稱這是1400萬605種結果中可以擊敗薩諾斯的「唯一選擇」。
彈指事件的六年後，史傳奇仍然是紐約至聖所的守護者，但他發現王已成為至尊魔法師。史傳奇後來面臨幾個來自多元宇宙的大問題，包括施展讓世人忘記彼得·帕克作為蜘蛛人的「遺忘魔咒」導致多元宇宙出現裂縫；阻止被黑暗神書腐化心靈的汪達·麥西莫夫／緋紅女巫奪取艾美莉卡·查韋斯的穿越多重宇宙能力。
截至2022年，該角色已成為漫威電影宇宙的核心人物之一，共出演了六部電影。康柏拜區因飾演奇異博士而廣受好評，並獲得多個獎項提名。

## 其他版本的史傳奇

### 捍衛者史傳奇
捍衛者史傳奇（Defender Strange）是來自617號宇宙的史蒂芬·史傳奇，他守護艾美莉卡·查韋斯阻止跨維度魔物奪取她的穿越多重宇宙能力。得知無法逃脫以及相信自己能夠更好地控制查韋斯的能力後，史傳奇試圖奪取她的能力。最終因傷勢過重而死，而他的屍體與查韋斯一同穿越到616號宇宙（主宇宙）中。後來，他的屍體被主宇宙的史傳奇利用黑暗神書的禁忌咒語「夢行」與汪達·麥西莫夫／緋紅女巫戰鬥。

### 至尊史傳奇
至尊史傳奇（Supreme Strange）是來自838號宇宙的史蒂芬·史傳奇，他是光明會的成員。然而，他在擊敗薩諾斯的過程中不顧後果地濫用了黑暗神書，造成了宇宙對撞，摧毀了另一個宇宙，最後自願被光明會處決。卡爾·莫度因此成為光明會的新成員。史傳奇死後，光明會對外謊稱史傳奇犧牲自己殺死了薩諾斯，紐約至聖所為他豎立了一座雕像，並授予他「地球上最強大的英雄」的稱號。

### 邪惡史傳奇
邪惡史傳奇（Sinister Strange）是另一宇宙中的史蒂芬·史傳奇，為了在多重宇宙中找到一個能與克莉絲汀·帕瑪幸福生活的自己而使用黑暗神書但無果。後來被黑暗神書腐化心靈，開始屠殺其他宇宙的自己，過程中幾乎摧毀了他自己的宇宙。當主宇宙的史傳奇和838號宇宙的帕瑪被傳送到這個宇宙時，他開始與主宇宙的史傳奇施法戰鬥，最終被主宇宙的史傳奇殺死。

## 獎項
| 年份 | 電影                        | 獎項               | 類別                     | 結果 | 來源  |
| ---- | --------------------------- | ------------------ | ------------------------ | ---- | ----- |
| 2016 | 《奇異博士》                | 旗幟晚報英國電影獎 | 最佳男主角               | 提名 | [ 1 ] |
| 2016 | 《奇異博士》                | 評論家選擇電影獎   | 最佳動作片男主角         | 提名 | [ 2 ] |
| 2017 | 《奇異博士》                | 帝國獎             | 最佳男主角               | 提名 | [ 3 ] |
| 2017 | 《奇異博士》                | 土星獎             | 土星獎最佳電影男主角     | 提名 | [ 4 ] |
| 2017 | 《奇異博士》                | 青少年票選獎       | 電影票選獎：科幻片男演員 | 提名 | [ 5 ] |
| 2023 | 《奇異博士2：失控多重宇宙》 | 評論家選擇超級獎   | 最佳超級英雄電影男演員   | 提名 | [ 6 ] |

## 外部連結
- 史蒂芬·史傳奇／奇異博士 （页面存档备份，存于） 漫威電影宇宙維基百科
- 史蒂芬·史傳奇／奇異博士 （页面存档备份，存于） Marvel.com